# 나보이주
나보이주(우즈베크어: Navoiy viloyati, 러시아어: Навоийская область)는 우즈베키스탄의 행정 구역으로, 우즈베키스탄 북서부에 위치하고 있으며 사마르칸트 주와 부하라 주, 카라칼파크스탄, 카자흐스탄과 인접해 있다. 나보이 주의 대부분은 키질쿰 사막이며 자치 공화국인 카라칼파크스탄을 제외하면 우즈베키스탄의 행정 구역 가운데 가장 큰 주이다.
나보이 주는 8개 구로 구성되어 있으며 주도는 나보이(인구 128,000명)이다. 주요 도시로 키질테파, 누로타, 우츠쿠두크, 자라프샨, 양기라보트가 있다.
나보이 주의 기후는 전형적인 대륙성 기후를 띠고 있다. 대표적인 농산물은 목화이지만 카라쿨 양 사육도 활발한 편이다.
나보이 주에서는 석유, 천연 가스, 귀금속 등의 천연 자원이 생산되며 나보이 광산과 자라프샨 광산에서는 세계에서 순도가 가장 높은 금이 생산된다. 공업 부문에서는 광업이나 화학 제품 제조에 의존한다.